# باغمیشه

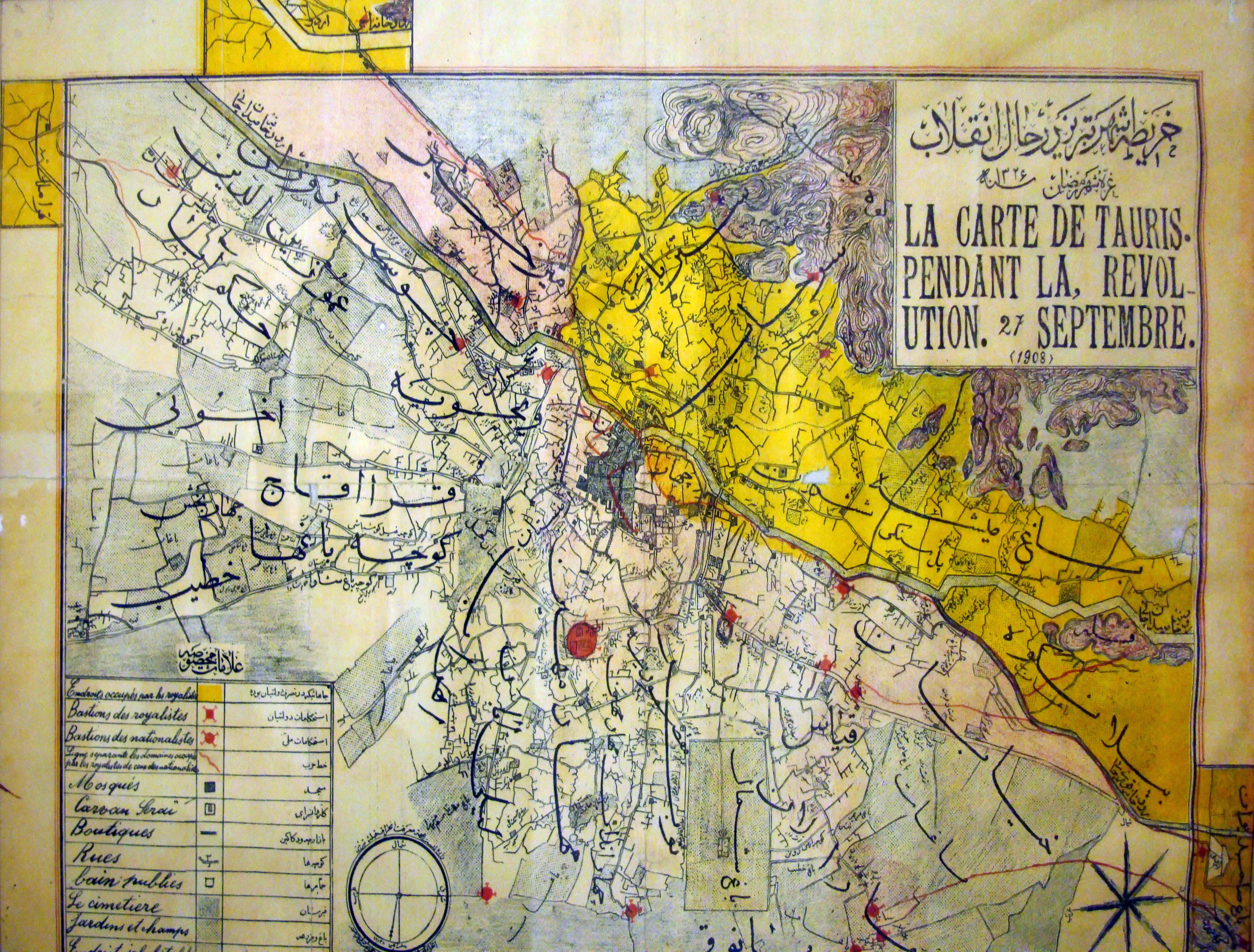
نقشهٔ محلات تبریز، از جمله باغ‌میشه، در دوران مشروطه، سال ۱۹۰۸ م.

باغ‌میشه (باغمَشه)، یکی از محله‌های تاریخی شهر تبریز است. این محله در شمال‌شرق شهر واقع شده و از سمت شمال به دامنه‌های کوه عون بن علی و از سمت جنوب به کرانه‌های رود اسبه‌ریز محدود شده‌است. خیابان عباسی «فرح» پیشین از میان این محله عبور کرده و از سمت شرق به شهرک باغ‌میشه و از سمت غرب به پل‌قاری و درب باغ‌میشه منتهی می‌شود.
میشه شکل تلفظ واژهٔ بیشه فارسی در زبان ترکی آذربایجانی و به معنای جنگل است که به‌علت وجود باغ‌های فراوان و جنگل‌مانند در باغ‌میشه، این محله بدین نام مشهور گشته‌است.

## باغ‌ها
در گذشته باغ‌میشه باغ‌های بسیاری را در خود جای داده بود و اغلب ساکنان آن به باغبانی و کشاورزی مشغول بودند. از مهم‌ترین محصولات باغی آن که علاوه بر تأمین نیاز شهر به سایر نقاط صادر می‌شد، می‌توان به زردآلو، آلبالو، آلوچه، انگور، سیب، شفتالو و گلابی اشاره کرد.
آب باغ‌های باغ‌میشه از طریق چشمه‌ها، رودها و قنات‌ها تأمین می‌شده‌است؛ به گونه‌ای که بر روی رود اسبه‌ریز، چندین آسیاب جهت تهیه آرد ایجاد شده بود.
بعدها با مهاجرت مردم از روستاها به شهر و تخریب باغ‌ها برای احداث خانه‌های مسکونی، اکثر باغ‌های باغ‌میشه نابود شدند و امروزه تنها چند باغ کوچک در کنار رود اسبه‌ریز باقی‌مانده که آن‌ها نیز در حال تخریب‌اند. در میانه‌های دهه هشتاد خورشیدی بخش وسیعی از زمین‌های کشاورزی به ویژه باغات پر محصول منطقه خوش آب و هوای تبریز باغمیشه توسط سازمان شهرداری تغییر کاربری یافته و به سرمایه‌گذاران خارجی سپرده شد. پس از قلع و قمع انبوه درختان باغات محدوده جنوبی منطقه باغمیشه و نابودی گسترده اراضی کشاورزی و تخریب پوشش گیاهی بخشی از زمین‌ها به املاک سازان ترک تبار سپرده شد و در محل مذکور دو ساختمان بزرگ ساخته و سپس تبدیل به هتل و مجتمع تجاری لاله (لاله پارک) شد. در دیگر بخش‌های باغات زدوده شده باغمیشه به صورت انبوه واحدهای آپارتمانی ساخته شد و امروزه در مجاورت رودخانه همواره خروشان باغمیشه که از ارتفاعات سهند سرچشمه می‌گیرد ساخت و سازهای گسترده‌ای در شرف انجام می‌باشد. با ساخت و سازهای بیش از حد انجام شده در محدوده شمال شرقی شهر تبریز (باغمیشه) امروزه دیگر هیچ باغ و زمین کشاورزی در این منطقه خوش آب و هوا باقی نمانده و این ساخت و سازی‌های بی‌رویه در حالی روی داده که محدوده وسیع باغمیشه تبریز روی گسل زمین لرزه منطقه شمالغرب کشور قرار گرفته لذا از نظر بسیاری از کارشناسان و استادان علم زمین‌شناسی هرگونه ساختمان‌سازی در محدوده باغمیشه تبریز می‌تواند به هنگام وقوع زمین لرزه آثار زیان بار و خطرناکی را در پی داشته باشد.
هم اکنون در محدوده شمالی منطقه وسیع باغمیشه تبریز (رشدیه) و در دامنه ارتفاعات عون بن علی بدون در نظر گرفتن عواقب بسیار خطرناک ناشی از قرار گرفتن محدوده جغرافیایی باغمیشه روی خط گسل فعال شمالغرب کشور برج‌های بلندمرتبه مسکونی در حال ساخت می‌باشد. پیش از آغاز عملیات‌های اجرایی کارشناسان مربوطه بارها نسبت به تبعات منفی و احتمال ریزش کوه‌ها بروی بناها و ساختمان‌ها به هنگام وقوع زمین لرزه هشدار داده بودند با این حال همچنان روند ساخت و ساز ساختمان‌های بلندمرتبه در منطقه باغمیشه تبریز با شتاب بیشتری انجام می‌پذیرد.

## کوی‌ها

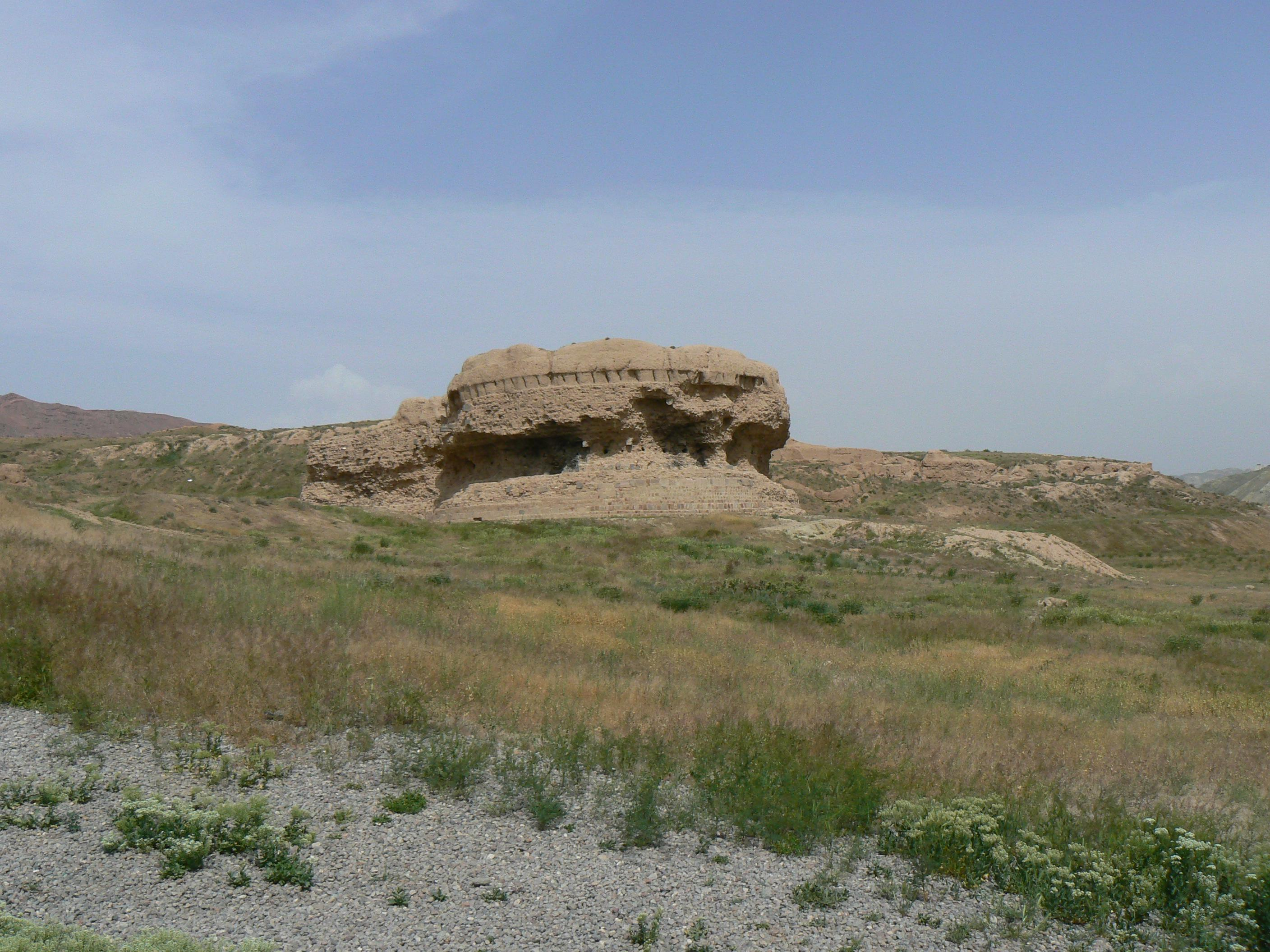
ربع رشیدی محله باغمیشه تبریز.

فهرست کوی‌های محلهٔ باغ‌میشه:
- ششگلان
- پاچراغ
- پل‌سنگی
- بیلان کوه
- کلانتر
- حسن کوچه‌سی
- سرچشمه
- سیاوان

- قله
- کلانترکوچه
- حاج هاشم
- حاج فخر
- میرآقا

## شهرک باغمیشه
قسمت‌هایی از این محله در گذشته متعلق به اهالی محلهٔ بارنج بوده و در اوایل دههٔ هفتاد خورشیدی در قسمت شرقی محلهٔ تاریخی باغمیشه شهرک مسکونی جدیدی به نام شهرک باغمیشه تأسیس شد. این شهرک آب و هوای پاک‌تری نسبت به مرکز تبریز دارد و هوای آن در تابستان معتدل و گواراست. همچنین به علت نزدیکی به کوهستان، در زمستان دارای آب و هوای بسیار سرد و سوزناکی است. تقسیم‌بندی محلات آن به صورت مدرن و شیت انجام شده ولی اندازهٔ قطعات مسکونی آن بزرگ نیست. 
امروزه شهرک باغمیشه با توجه به فازبندی، توسعهٔ آن (شیت‌بندی) دارای ۸ شیت به ترتیب ذیل می‌باشد:
- شیت ۱: خیابان امیرکبیر تا انتهای خیابان صفا
- شیت ۲: خیابان کاج و پیرامون آن
- شیت ۳: خیابان کاج تا میدان ارغوان
- شیت ۴: میدان ارغوان تا بازارچه
- شیت ۵: بازارچه تا میدان اطلس
- شیت ۶: میدان اطلس تا میدان مادر وخیابان *نصر
- شیت ۷: خیابان نصر تا گلشن راز
- شیت ۸: گلشن‌راز تا خیابان استاد جعفری

هم‌اکنون این شهرک دارای چهار میدان بزرگ به نام‌های اطلس (این میدان بزرگ متعلق به یکی از روستاییان بارنجی بوده به شهرداری منطقهٔ ۵ واگذار نموده) و ونک و ارغوان و میدان مادر می‌باشد و مهم‌ترین خیابان و معروف‌ترین نقطهٔ آن خانهٔ چوبی زیبا و دیدنی است که در شیت ۴ و در میدان شقایق قرار دارد. شهرک باغمیشه از بزرگ‌ترین و پرجمعیت‌ترین شهرک‌های ایران و بزرگ‌ترین در شمال‌غرب کشور به‌شمار می‌رود.

## محله باغمیشه اردبیل
محله‌ای به همین نام نیز در شهر اردبیل وجود دارد که از محله‌های قدیمی آن شهر محسوب می‌شود.

## گسل تبریز؛ خفته ناآرام در قلب باغمیشه
از دیدگاه استانداردهای بین‌المللی، گسل شهر تبریز از گسل های فعال بوده و تحلیل و بررسی بازگشت زلزله نشان دهنده یک رویداد زمین لرزه در آینده این گسل است؛ در بین دانشمندان و محققان در مورد زمان وقع این زمین لرزه اختلاف نظر هایی وجود دارد .

یکی از عوامل مهمی که این شهرک را تهدید میکند قرار گرفتن در مرکز زلزله است. شهرک باغمیشه برروی گسل شمال تبریز در قسمت شرقی شهر تبریز از نواحی شهرک مرزداران تا خود شهرک باغمیشه امتداد دارد و سپس از کنار کوه های عینالی به طرف رود آجی چای را قطع میکند.  

عکسی از محله باغمیشه در اردبیل.